# Sívas (Phaistos, Crète)
Sívas, en grec moderne : Σίβας, est un village du dème de Phaistos, en Crète, en Grèce. Selon le recensement de 2011, la population de Sívas compte 426 habitants. Il est situé à une altitude de 110 m et à 62 km de Héraklion.